# Brahmapur
Brahmapur  es una ciudad y municipio situada en el distrito de Ganjam en el estado de Odisha (India). Su población es de 356 598 habitantes (2011). Se encuentra a 167 km de Bhubaneswar.

## Demografía
Según el censo de 2011 la población de Brahmapur era de 356 598 habitantes, de los cuales 185 754 eran hombres y 170 844 eran mujeres. Brahmapur tiene una tasa media de alfabetización del 89,26%, superior a la media estatal del 72,87: la alfabetización masculina es del 92,83%, y la alfabetización femenina del 85,39%.

## Clima
| Parámetros climáticos promedio de Berhampur, Odisha | Parámetros climáticos promedio de Berhampur, Odisha | Parámetros climáticos promedio de Berhampur, Odisha | Parámetros climáticos promedio de Berhampur, Odisha | Parámetros climáticos promedio de Berhampur, Odisha | Parámetros climáticos promedio de Berhampur, Odisha | Parámetros climáticos promedio de Berhampur, Odisha | Parámetros climáticos promedio de Berhampur, Odisha | Parámetros climáticos promedio de Berhampur, Odisha | Parámetros climáticos promedio de Berhampur, Odisha | Parámetros climáticos promedio de Berhampur, Odisha | Parámetros climáticos promedio de Berhampur, Odisha | Parámetros climáticos promedio de Berhampur, Odisha | Parámetros climáticos promedio de Berhampur, Odisha |
| Mes                                                 | Ene.                                                | Feb.                                                | Mar.                                                | Abr.                                                | May.                                                | Jun.                                                | Jul.                                                | Ago.                                                | Sep.                                                | Oct.                                                | Nov.                                                | Dic.                                                | Anual                                               |
| --------------------------------------------------- | --------------------------------------------------- | --------------------------------------------------- | --------------------------------------------------- | --------------------------------------------------- | --------------------------------------------------- | --------------------------------------------------- | --------------------------------------------------- | --------------------------------------------------- | --------------------------------------------------- | --------------------------------------------------- | --------------------------------------------------- | --------------------------------------------------- | --------------------------------------------------- |
| Temp. máx. media (°C)                               | 27.4                                                | 29.1                                                | 30.9                                                | 31.7                                                | 32.8                                                | 32.5                                                | 30.8                                                | 31.0                                                | 31.5                                                | 31.0                                                | 29.2                                                | 27.5                                                | 30.5                                                |
| Temp. mín. media (°C)                               | 16.7                                                | 19.3                                                | 22.4                                                | 25.1                                                | 26.8                                                | 26.8                                                | 25.9                                                | 25.9                                                | 25.7                                                | 23.7                                                | 19.3                                                | 16.5                                                | 22.8                                                |
| Lluvias (mm)                                        | 10                                                  | 16                                                  | 21                                                  | 17                                                  | 42                                                  | 151                                                 | 208                                                 | 227                                                 | 193                                                 | 232                                                 | 68                                                  | 5                                                   | 1190                                                |
| Fuente: en.climate-data.org                         |                                                     |                                                     |                                                     |                                                     |                                                     |                                                     |                                                     |                                                     |                                                     |                                                     |                                                     |                                                     |                                                     |